# Tara Moore
Tara Shanice Moore (Hong Kong, 6 agosto 1992) è una tennista britannica.

## Carriera

### Junior
È stata allenata da Nick Bollettieri presso la Nick Bollettieri Tennis Academy a partire dal 2002.
A livello giovanile il risultato più importante è stato il quarto di finale raggiunto a Wimbledon 2010, dove è stata eliminata dalla connazionale Laura Robson.

### Professionista
Ha partecipato principalmente al Circuito ITF, in cui è riuscita a vincere 9 titoli in singolare e 18 nel doppio femminile; negli Slam ha disputato tre edizioni di Wimbledon, senza tuttavia riuscire a superare il primo turno.
Nel 2022 Tara Moore è stata sospesa dalla WTA dopo la positività riscontrata a un controllo antidoping.Tuttavia, dopo 19 mesi la tennista è stata assolta da ogni accusa e ritorna a giocare un incontro ufficiale il 30 aprile 2024 in un torneo ITF. Il 15 luglio 2025, Moore viene nuovamente sospesa fino a dicembre 2027 per la stessa violazione anti-doping ricevuta nel 2022, nonostante fosse stata dichiarata innocente da un tribunale indipendente 18 mesi prima.

## Statistiche WTA

### Doppio

#### Sconfitte (2)
| Legenda               | Legenda      |
| --------------------- | ------------ |
| Grande Slam (0)       |              |
| Argenti Olimpici (0)  |              |
| WTA Finals (0)        |              |
| WTA Elite Trophy (0)  |              |
| Dal 2009 al 2020      | Dal 2021     |
| Premier Mandatory (0) | WTA 1000 (0) |
| Premier 5 (0)         | WTA 1000 (0) |
| Premier (0)           | WTA 500 (0)  |
| International (1)     | WTA 250 (1)  |

| N. | Data             | Torneo                   | Superficie  | Compagna     | Avversarie                          | Punteggio        |
| 1. | 20 febbraio 2016 | Rio Open, Rio de Janeiro | Terra rossa | Conny Perrin | Verónica Cepede Royg María Irigoyen | 1-6, 6(5)-7      |
| 2. | 9 aprile 2022    | Copa Colsanitas, Bogotà  | Terra rossa | Emina Bektas | Astra Sharma Aldila Sutjiadi        | 6-4, 4-6, [9-11] |

## Statistiche ITF

### Singolare

#### Vittorie (9)
| Torneo $100.000 (0) |
| Torneo $80.000 (0)  |
| Torneo $75.000 (0)  |
| Torneo $60.000 (0)  |
| Torneo $50.000 (0)  |
| Torneo $40.000 (0)  |
| Torneo $25.000 (1)  |
| Torneo $15.000 (1)  |
| Torneo $10.000 (7)  |

| N. | Data             | Torneo                                            | Superficie  | Avversaria in finale | Punteggio        |
| 1. | 19 luglio 2008   | AEGON Pro Series Frinton, Frinton                 | Erba        | Mona Barthel         | 7-5, 6-1         |
| 2. | 1º agosto 2010   | AEGON GB Pro-Series Chiswick, Chiswick            | Cemento (i) | Amy Bowtell          | 6-3, 6-4         |
| 3. | 11 novembre 2011 | AEGON Pro Series Loughborough, Loughborough       | Cemento (i) | Myrtille Georges     | 7-6(5), 5-7, 6-4 |
| 4. | 20 gennaio 2013  | AEGON Pro Series Glasgow, Glasgow                 | Cemento (i) | Myrtille Georges     | 6-4, 6-1         |
| 5. | 27 gennaio 2013  | AEGON Pro Series Preston, Preston                 | Cemento (i) | Amy Bowtell          | 7-6(2), 6-1      |
| 6. | 25 febbraio 2013 | City Of Surprise Women's Open, Surprise           | Cemento     | Louisa Chirico       | 6-3, 6-1         |
| 7. | 19 gennaio 2014  | AEGON Pro Series Glasgow, Glasgow                 | Cemento (i) | Myrtille Georges     | 6-3, 6-1         |
| 8. | 10 gennaio 2016  | Tennis Organisation, Antalya                      | Terra rossa | Anne Schäfer         | 2–6, 7–5, 6–0    |
| 9. | 8 aprile 2018    | Soho Square Egypt Women's Future, Sharm el-Sheikh | Cemento     | Eleni Kordolaimi     | 6-0, 6-1         |

#### Sconfitte (8)
| Torneo $100.000 (0) |
| Torneo $80.000 (0)  |
| Torneo $75.000 (0)  |
| Torneo $60.000 (0)  |
| Torneo $50.000 (2)  |
| Torneo $40.000 (0)  |
| Torneo $25.000 (3)  |
| Torneo $15.000 (1)  |
| Torneo $10.000 (2)  |

| N. | Data            | Torneo                                            | Superficie  | Avversaria in finale | Punteggio         |
| 1. | 9 maggio 2010   | AEGON Pro Series Edinburgh, Edimburgo             | Terra rossa | Tímea Babos          | 2-6, 2-6          |
| 2. | 6 novembre 2011 | AEGON Pro Series Sunderland, Sunderland           | Cemento (i) | Alison Van Uytvanck  | 4-6, 1-6          |
| 3. | 18 agosto 2012  | Tatarstan Open, Kazan'                            | Cemento     | Kateryna Kozlova     | 3-6, 3-6          |
| 4. | 20 luglio 2013  | AEGON Pro Series Foxhills, Woking                 | Cemento     | Pemra Özgen          | 6-3, 5-7, 6(10)-7 |
| 5. | 4 giugno 2016   | Aegon Eastbourne Trophy, Eastbourne               | Erba        | Alison Riske         | 6-4, 6(5)-7, 3-6  |
| 6. | 7 agosto 2016   | Fort Worth Women's Pro Tennis Classic, Fort Worth | Cemento     | Caitlin Whoriskey    | 0-6, 4-6          |
| 7. | 8 gennaio 2017  | ITF Women's Circuit – Hong Kong, Hong Kong        | Cemento     | Lee Ya-hsuan         | 6–2, 6(4)–7, 3–6  |
| 8. | 15 aprile 2018  | Soho Square Egypt Women's Future, Sharm el-Sheikh | Cemento     | Džulija Terzijska    | 2–6, 6–4, 4–6     |

### Doppio

#### Vittorie (18)
| Torneo $100.000 (0) |
| Torneo $80.000 (1)  |
| Torneo $75.000 (0)  |
| Torneo $60.000 (4)  |
| Torneo $50.000 (0)  |
| Torneo $40.000 (0)  |
| Torneo $25.000 (9)  |
| Torneo $15.000 (1)  |
| Torneo $10.000 (3)  |

| N.  | Data              | Torneo                                                | Superficie  | Partner              | Rivali in finale                         | Risultato           |
| 1.  | 24 luglio 2010    | AEGON Pro Series Wrexham, Wrexham                     | Cemento (i) | Francesca Stephenson | Emma Laine Sania Mirza                   | 2-6, 6-3, [11-9]    |
| 2.  | 12 novembre 2011  | AEGON Pro Series Loughborough, Loughborough           | Cemento (i) | Francesca Stephenson | Malou Ejdesgaard Amanda Elliot           | 3-6, 6-2, [10-3]    |
| 3.  | 16 gennaio 2013   | AEGON Pro Series Glasgow, Glasgow                     | Cemento (i) | Melanie South        | Anna Smith Francesca Stephenson          | 7-6(5), 6-3         |
| 4.  | 5 febbraio 2013   | Del Mar Financial Partners Inc. Open, Rancho Santa Fe | Cemento     | Melanie South        | Jan Abaza Louisa Chirico                 | 4-6, 6-2, [12-10]   |
| 5.  | 20 luglio 2013    | AEGON Pro Series Foxhills, Woking                     | Cemento (i) | Marta Sirotkina      | Kanae Hisami Mari Tanaka                 | 4-6, 6-1, [10-7]    |
| 6.  | 8 marzo 2014      | AEGON Pro Series Preston, Preston                     | Cemento (i) | Marta Sirotkina      | Timea Bacsinszky Kristina Barrois        | 3–6, 6–1, [13–11]   |
| 7.  | 8 marzo 2015      | Tennis Organisation, Antalya                          | Terra rossa | Cornelia Lister      | Kim Grajdek Alexandra Nancarrow          | 7-6(0), 7-5         |
| 8.  | 24 settembre 2017 | Coleman Vision Tennis Championships, Albuquerque      | Cemento     | Conny Perrin         | Viktorija Golubic Amra Sadiković         | 6-3, 6-3            |
| 9.  | 3 marzo 2018      | Circuito Feminino Future de Tênis, San Paolo          | Terra rossa | Conny Perrin         | Hsu Chieh-yu Marcela Zacarías            | 6-4, 3-6, [11-9]    |
| 10. | 14 aprile 2018    | Soho Square Egypt Women's Future, Sharm el-Sheikh     | Cemento     | Eleni Kordolaimi     | Rutuja Bhosale Kanika Vaidya             | 6-4, 6-1            |
| 11. | 28 ottobre 2018   | National Bank Challenger Saguenay, Saguenay           | Cemento (i) | Conny Perrin         | Sharon Fichman Maria Sanchez             | 6-0, 5-7, [10-7]    |
| 12. | 14 settembre 2019 | USTA Challenger of Redding, Redding                   | Cemento     | Emina Bektas         | Catherine Harrison Paige Hourigan        | 6-3, 6-1            |
| 13. | 19 ottobre 2019   | Florence Open, Florence                               | Cemento     | Emina Bektas         | Olivia Tjandramulia Marcela Zacarías     | 7-5, 6-4            |
| 14. | 30 gennaio 2021   | Georgia's Rome Tennis Open, Rome                      | Cemento     | Emina Bektas         | Vol'ha Havarcova Jovana Jović            | 5-7, 6-2, [10-8]    |
| 15. | 20 febbraio 2021  | ITF Women's Circuit Orlando, Orlando                  | Cemento     | Emina Bektas         | María Camila Osorio Serrano Conny Perrin | 7–5, 2–6, [10–5]    |
| 16. | 3 aprile 2021     | Al Habtoor Women's Open, Dubai                        | Cemento     | Emina Bektas         | Berfu Cengiz İpek Öz                     | 7–5, 4–6, [10–7]    |
| 17. | 8 gennaio 2022    | Traralgon Challenger, Città di Latrobe                | Cemento     | Emina Bektas         | Catherine Harrison Aldila Sutjiadi       | 0-6, 7-6(1), [10-8] |
| 18. | 7 giugno 2025     | Palmetto Pro Open, Sumter                             | Cemento     | Abigail Rencheli     | Liang En-shuo Ma Yexin                   | 7-5, 6-2            |

#### Sconfitte (27)
| Torneo $100.000 (1) |
| Torneo $80.000 (0)  |
| Torneo $75.000 (0)  |
| Torneo $60.000 (3)  |
| Torneo $50.000 (1)  |
| Torneo $40.000 (1)  |
| Torneo $25.000 (13) |
| Torneo $15.000 (0)  |
| Torneo $10.000 (8)  |

| N.  | Data             | Torneo                                                                    | Superficie    | Partner              | Rivali in finale                           | Risultato           |
| 1.  | 9 novembre 2008  | AEGON Pro Series Sunderland, Sunderland                                   | Cemento (i)   | Katharina Brown      | Daniëlle Harmsen Kim Kilsdonk              | 7–6(4), 4–6, [4–10] |
| 2.  | 16 novembre 2008 | The Jersey International, Isola di Jersey                                 | Cemento (i)   | Elizabeth Thomas     | Daniëlle Harmsen Kim Kilsdonk              | 6(4)–7, 4–6         |
| 3.  | 9 maggio 2010    | AEGON Pro Series Edinburgh, Edimburgo                                     | Terra rossa   | Tímea Babos          | Amanda Elliott Jocelyn Rae                 | 6(5)-7, 4-6         |
| 4.  | 6 novembre 2010  | AEGON Pro Series Sunderland, Sunderland                                   | Cemento (i)   | Francesca Stephenson | Amanda Elliott Anna Fitzpatrick            | 2–6, 3–6            |
| 5.  | 19 marzo 2011    | AEGON Pro Series Bath, Bath                                               | Cemento (i)   | Emma Laine           | Giulia Gatto-Monticone Anastasia Grymalska | 4-6, 6-2, [6-10]    |
| 6.  | 20 agosto 2011   | ITF Women's Circuit Istanbul, Istanbul                                    | Cemento       | Lisa Whybourn        | Christina Shakovets Ashvarya Shrivastava   | 3–6, 1-6            |
| 7.  | 7 aprile 2012    | GD Tennis Academy, Adalia                                                 | Cemento       | Lucy Brown           | Lu Jiajing Lu Jiaxiang                     | 1-6, 0-6            |
| 8.  | 21 gennaio 2013  | AEGON Pro Series Preston, Preston                                         | Cemento       | Melanie South        | Samantha Murray Jade Windley               | 3-6, 6-3, [5-10]    |
| 9.  | 27 aprile 2013   | Chang ITF Thailand Pro Circuit Phuket, Phuket                             | Cemento       | Melanie South        | Nicha Lertpitaksinchai Peangtarn Plipuech  | 3-6, 7-5, [9-11]    |
| 10. | 7 febbraio 2015  | AEGON Pro Series Glasgow, Glasgow                                         | Cemento (i)   | Conny Perrin         | Corinna Dentoni Claudia Giovine            | 6–0, 1–6, [7–10]    |
| 11. | 14 giugno 2015   | Surbiton Trophy, Surbiton                                                 | Erba          | Nicola Slater        | Ljudmyla Kičenok Xenia Knoll               | 6(6)-7, 3-6         |
| 12. | 31 luglio 2015   | Torneo Internazionale Femminile Antico Tiro a Volo, Roma                  | Terra rossa   | Conny Perrin         | Claudia Giovine Despina Papamichail        | 4-6, 6(2)-7         |
| 13. | 27 febbraio 2016 | Circuito Feminino Future de Tênis, San Paolo                              | Terra rossa   | Conny Perrin         | Catalina Pella Daniela Seguel              | 3-6, 1-6            |
| 14. | 18 febbraio 2017 | Altenkirchen Ladies Open, Altenkirchen                                    | Sintetico (i) | Conny Perrin         | Alexandra Cadanțu Cornelia Lister          | 2-6, 6-3, [9-11]    |
| 15. | 26 marzo 2017    | Forte Village International Tournament, Pula                              | Terra rossa   | Conny Perrin         | Olesja Pervušina Dajana Jastrems'ka        | 4-6, 4-6            |
| 16. | 21 ottobre 2017  | Florence Open, Florence                                                   | Cemento       | Amra Sadiković       | Maria Sanchez Taylor Townsend              | 1-6, 2-6            |
| 17. | 10 febbraio 2018 | AEGON Pro Series Loughborough, Loughborough                               | Cemento (i)   | Conny Perrin         | Michaëlla Krajicek Bibiane Schoofs         | 7-6(5), 1-6, [6-10] |
| 18. | 13 maggio 2018   | Fukuoka International Women's Cup, Fukuoka                                | Sintetico     | Amra Sadiković       | Naomi Broady Asia Muhammad                 | 2-6, 0-6            |
| 19. | 20 ottobre 2018  | Florence Open, Florence                                                   | Cemento       | Conny Perrin         | Anna Danilina Ulrikke Eikeri               | 7-6(9), 2-6, [8-10] |
| 20. | 16 marzo 2019    | Asia University International Women's Open Tennis, Distretto di Nishitama | Cemento       | Emina Bektas         | Haruna Arakawa Minori Yonehara             | 4–6, 3–6            |
| 21. | 23 marzo 2019    | Kōfu International Open Tennis, Kōfu                                      | Cemento       | Emina Bektas         | Chang Kai-chen Hsu Ching-wen               | 1–6, 3–6            |
| 22. | 13 aprile 2019   | AEGON Pro Series Sunderland, Sunderland                                   | Cemento (i)   | Emina Bektas         | Maja Chwalińska Ulrikke Eikeri             | 4-6, 6-3, [9-11]    |
| 23. | 6 marzo 2021     | TTC Newport Beach, Newport Beach                                          | Cemento       | Emina Bektas         | Vania King Maegan Manasse                  | 4-6, 2-6            |
| 24. | 10 ottobre 2021  | Henderson Tennis Open, Las Vegas                                          | Cemento       | Emina Bektas         | Quinn Gleason Tereza Mihalíková            | 6(5)-7, 5-7         |
| 25. | 5 febbraio 2022  | Georgia's Rome Tennis Open, Rome                                          | Cemento       | Emina Bektas         | Sophie Chang Angela Kulikov                | 3-6, 7-6(2), [7-10] |
| 26. | 7 giugno 2024    | Lexus Surbiton Trophy, Surbiton                                           | Erba          | Sarah Beth Grey      | Emina Bektas Aleksandra Krunić             | 1-6, 1-6            |
| 27. | 10 maggio 2025   | Revolution Technologies Pro Tennis Classic, Indian Harbour Beach          | Terra verde   | Abigail Rencheli     | Haley Giavara Alexandra Osborne            | 3-6, 6-3, [7-10]    |

## Risultati in progressione
| Sigla | Risultato               |
| ----- | ----------------------- |
| V     | Vincitore               |
| F     | Finalista               |
| SF    | Semifinalista           |
| O     | Oro olimpico            |
| A     | Argento olimpico        |
| SF    | Bronzo olimpico         |
| QF    | Quarti di Finale        |
| 4T    | Quarto turno            |
| 3T    | Terzo turno             |
| 2T    | Secondo turno           |
| 1T    | Primo turno             |
| RR    | Round Robin             |
| LQ    | Turno di qualificazione |
| A     | Assente                 |
| ND    | Non disputato           |

| Legenda superfici    |
| -------------------- |
| Cemento              |
| Terra battuta        |
| Erba                 |
| Superficie variabile |

### Singolare nei tornei del Grande Slam
| Torneo          | 2012 | 2013 | 2014 | 2015 | V--S |
| --------------- | ---- | ---- | ---- | ---- | ---- |
| Australian Open | A    | A    | A    | A    | 0-0  |
| Open di Francia | A    | A    | A    |      | 0-0  |
| Wimbledon       | A    | 1T   | 1T   |      | 0-2  |
| US Open         | A    | A    | A    |      | 0-0  |
| Totale          | 0-0  | 0-1  | 0-1  | 0-0  | 0-2  |

### Doppio nei tornei del Grande Slam
| Torneo          | 2012 | 2013 | 2014 | 2015 | V--S |
| --------------- | ---- | ---- | ---- | ---- | ---- |
| Australian Open | A    | A    | A    | A    | 0-0  |
| Open di Francia | A    | A    | A    |      | 0-0  |
| Wimbledon       | 1T   | 1T   | 1T   |      | 0-3  |
| US Open         | A    | A    | A    |      | 0-0  |
| Totale          | 0-1  | 0-1  | 0-1  | 0-0  | 0-3  |

### Doppio misto nei tornei del Grande Slam
| Torneo          | 2012 | 2013 | 2014 |
| --------------- | ---- | ---- | ---- |
| Australian Open | A    | A    | A    |
| Open di Francia | A    | A    | A    |
| Wimbledon       | A    | 1T   | A    |
| US Open         | A    | A    | A    |